# Münchner Illustrierte Presse

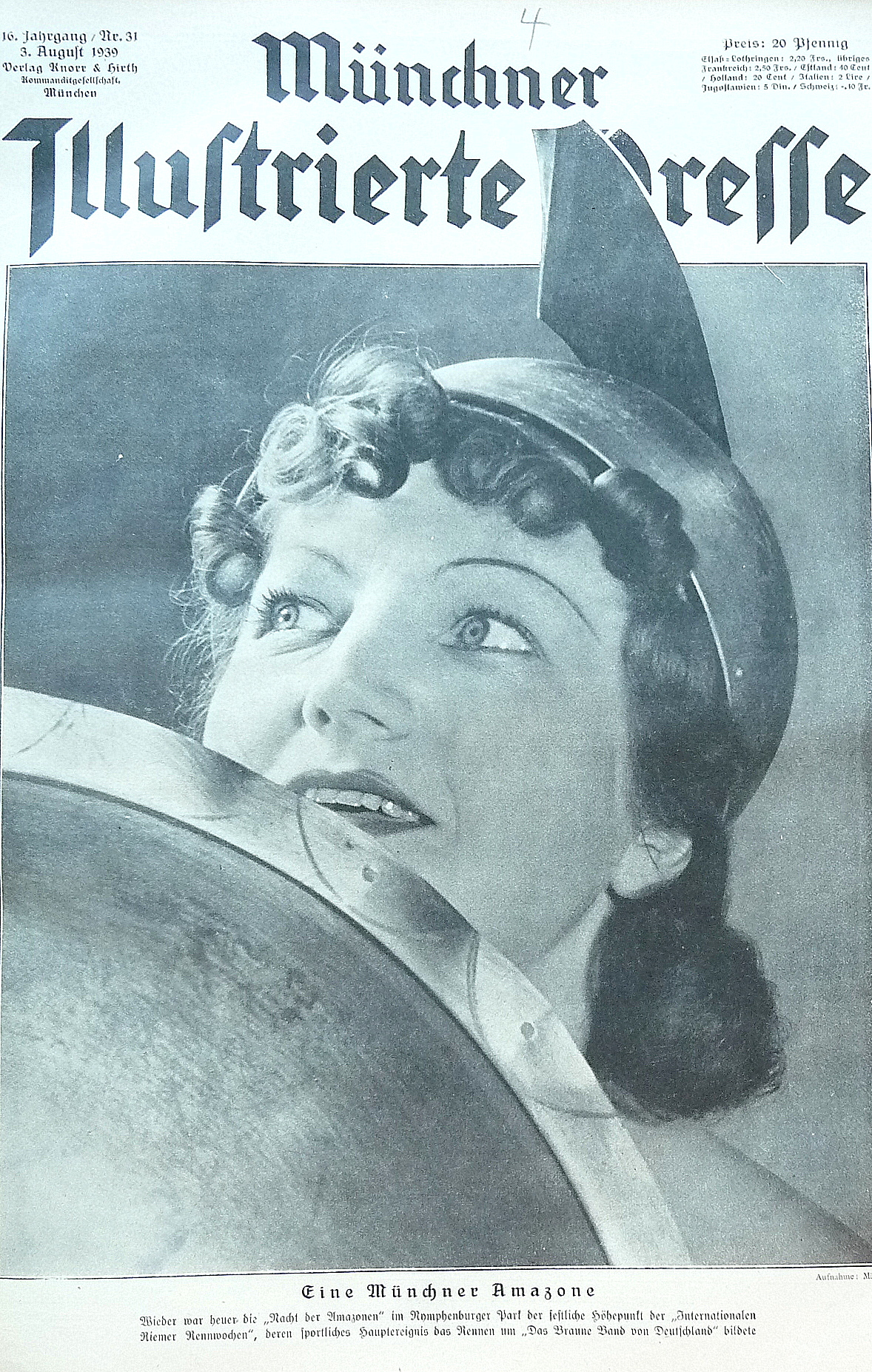
Titelblatt der Münchner Illustrierten Presse vom 3. August 1939

Die Münchner Illustrierte Presse war eine 1924 vom Richard Pflaum Verlag gegründete und 1925 an den Knorr & Hirth-Verlag verkaufte illustrierte Zeitung, die bis 1944 erschien. Sie galt als ein innovatives und neben der Berliner Illustrirten Zeitung im zeitgenössischen „modernen“ Fotojournalismus führendes Blatt.
Die Zeitschrift wurde 1925 von der Knorr & Hirth G.m.b.H. gekauft, dem Münchner Verlag, der 1875 aus der Druckerei Knorr & Hirth des Münchner Verlegers der Münchner Neuesten Nachrichten, Julius Knorr (1826–1881) und dessen Schwiegersohns Georg Hirth (1841–1916) hervorgegangen war. 1894 wurden deren Kunstverlag, die Druckerei sowie Knorrs Verlag zum gemeinsamen Verlag Knorr & Hirth zusammengelegt. 1920 kaufte ein schwerindustriell beherrschtes Konsortium das gesamte Unternehmen, das in den folgenden Jahren weiter wuchs. 1928 wurde Stefan Lorant zum Chefredakteur bestimmt. Die Auflage stieg ab da von 53.400 auf 650.000 im Jahr 1933. 1928–1932 erschienen in der Zeitschrift politische Karikaturen und Bildgeschichten von Karl Arnold, was für das Blatt eine Novität darstellte. Am 13. März 1933 übernahmen mit der Verhaftung des Chefredakteurs Stefan Lorant die Nationalsozialisten die Kontrolle über das Blatt. Zwei verlässliche Nationalsozialisten, die schon vor 1933 im Verlag gearbeitet hatten, wurden von Heinrich Himmler und der NSDAP zu kommissarischen Verlagsleitern ernannt, Leo Hausleiter und Paul von Hahn. Sie ließen im gleichen Jahr eine Bilderserie von Friedrich Franz Bauer über das KZ Dachau unter dem Titel Die Wahrheit über Dachau zusammen mit einem positiv gehaltenen Artikel erscheinen, der die Öffentlichkeit von der Harmlosigkeit eines Konzentrationslagers überzeugen und kolportierte Berichte über die Zustände im Lager widerlegen sollte.
1935 kaufte der nationalsozialistische Eher-Verlag das Unternehmen Knorr & Hirth; 1944 wurde die Produktion der Münchner Illustrierten Presse aus Papiermangel eingestellt. Nach Ende des Zweiten Weltkriegs 1945 überstellte die Militärregierung den Besitz des Eher-Verlags an den bayerischen Staat, der ihn mit Ausnahme des Buchverlags 1951 an die Lizenzträger der Süddeutschen Zeitung weiterverkaufte. Diese gaben von 1950 bis 1960 die Münchner Illustrierte heraus, die dann in der Bunten Illustrierten aufging. Die Berliner Illustrirte Zeitung als Mitkonkurrentin erschien nach dem Krieg noch zu besonderen Ereignissen und seit 1984 als Sonntagsmagazin der Berliner Morgenpost sogar wieder wöchentlich.